# Gran Premio di Monaco 2000
Il Gran Premio di Monaco 2000 è stato un Gran Premio di Formula 1 disputato il 4 giugno 2000 sul Circuito di Monaco. La gara è stata vinta da David Coulthard su McLaren - Mercedes, davanti a Rubens Barrichello su Ferrari e Giancarlo Fisichella su Benetton - Playlife.

## Vigilia

### Aspetti tecnici
Come di consueto a Monaco, le scuderie lavorano per adattare le monoposto alle caratteristiche del tortuoso tracciato cittadino, adottando configurazioni aerodinamiche da alto carico e assetti più morbidi del consueto. Devono, inoltre, aumentare l'angolo di sterzata delle vetture, in alcuni casi (come la Benetton) modificando leggermente le sospensioni anteriori. La necessità di cercare il massimo carico aerodinamico possibile ha già in passato portato delle squadre a montare sulle proprie vetture delle appendici aerodinamiche particolari, sfruttando "buchi" nel regolamento: in questo caso la Williams aggiunge un alettoncino supplementare sul cofano motore e due piccole alette sulle fiancate, che si aggiungono a un nuovo alettone anteriore e a un alettone posteriore rivisto.
Tra le novità di maggiore rilievo, la Jordan porta in gara una versione evoluta del V10 Mugen-Honda, mentre la Jaguar dota le monoposto di Irvine e Herbert di un cofano motore rivisto e di un nuovo alettone anteriore. Infine, la Minardi monta il nuovo cambio in fusione di titanio anche sulla monoposto di Marc Gené, dopo averlo introdotto a partire dal Gran Premio di Spagna sulla vettura di Gastón Mazzacane.

## Prove libere

### Risultati
I tempi migliori della prima sessione di prove libere di giovedì sono i seguenti:
| Pos | Nº | Pilota             | Costruttore        | Tempo    |
| --- | -- | ------------------ | ------------------ | -------- |
| 1   | 3  | Michael Schumacher | Ferrari            | 1'23"039 |
| 2   | 1  | Mika Häkkinen      | McLaren - Mercedes | 1'23"397 |
| 3   | 2  | David Coulthard    | McLaren - Mercedes | 1'23"457 |

I tempi migliori della seconda sessione di prove libere di giovedì sono i seguenti:
| Pos | Nº | Pilota             | Costruttore        | Tempo    |
| --- | -- | ------------------ | ------------------ | -------- |
| 1   | 1  | Mika Häkkinen      | McLaren - Mercedes | 1'21"387 |
| 2   | 3  | Michael Schumacher | Ferrari            | 1'21"486 |
| 3   | 2  | David Coulthard    | McLaren - Mercedes | 1'22"098 |

I tempi migliori delle sessioni di prove libere di sabato mattina sono i seguenti:
| Pos | Nº | Pilota               | Costruttore         | Tempo    |
| --- | -- | -------------------- | ------------------- | -------- |
| 1   | 2  | David Coulthard      | McLaren - Mercedes  | 1'20"405 |
| 2   | 3  | Michael Schumacher   | Ferrari             | 1'20"503 |
| 3   | 11 | Giancarlo Fisichella | Benetton - Playlife | 1'20"599 |

## Qualifiche

### Resoconto
Per la prima volta dall'inizio dell'anno i piloti delle due scuderie di vertice McLaren e Ferrari non monopolizzano le prime due file: al fianco di Michael Schumacher, che ottiene la sua seconda pole position stagionale, partirà infatti Jarno Trulli, capace, alla guida della Jordan, di contendere fino all'ultimo al tedesco la conquista del primo posto sullo schieramento. Terzo è Coulthard, seguito dalla seconda Jordan pilotata da Frentzen. Solo quinto il campione del mondo in carica Häkkinen, rallentato da problemi di traffico, che precede un deludente Barrichello, non soddisfatto dell'assetto della sua Ferrari.
Alla guida della poco competitiva Prost  Alesi riesce a conquistare il settimo posto in griglia, davanti a Fisichella. In difficoltà la Williams (Ralf Schumacher nono, Button quattordicesimo), così come la BAR, il cui potente motore Honda non può sopperire, su questo circuito, alle mancanze del telaio: Villeneuve si piazza diciassettesimo, Zonta ventesimo.

### Risultati
| Pos | Nº | Pilota                | Costruttore          | Tempo    | Distacco |
| --- | -- | --------------------- | -------------------- | -------- | -------- |
| 1   | 3  | Michael Schumacher    | Ferrari              | 1'19"475 |          |
| 2   | 6  | Jarno Trulli          | Jordan - Mugen Honda | 1'19"746 | +0"271   |
| 3   | 2  | David Coulthard       | McLaren - Mercedes   | 1'19"888 | +0"413   |
| 4   | 5  | Heinz-Harald Frentzen | Jordan - Mugen Honda | 1'19"961 | +0"486   |
| 5   | 1  | Mika Häkkinen         | McLaren - Mercedes   | 1'20"241 | +0"766   |
| 6   | 4  | Rubens Barrichello    | Ferrari              | 1'20"416 | +0"951   |
| 7   | 14 | Jean Alesi            | Prost - Peugeot      | 1'20"494 | +1"019   |
| 8   | 11 | Giancarlo Fisichella  | Benetton - Playlife  | 1'20"703 | +1"228   |
| 9   | 9  | Ralf Schumacher       | Williams - BMW       | 1'20"742 | +1"267   |
| 10  | 7  | Eddie Irvine          | Jaguar - Cosworth    | 1'20"743 | +1"268   |
| 11  | 8  | Johnny Herbert        | Jaguar - Cosworth    | 1'20"792 | +1"317   |
| 12  | 12 | Alexander Wurz        | Benetton - Playlife  | 1'20"871 | +1"396   |
| 13  | 17 | Mika Salo             | Sauber - Petronas    | 1'21"561 | +2"086   |
| 14  | 10 | Jenson Button         | Williams - BMW       | 1'21"605 | +2"130   |
| 15  | 19 | Jos Verstappen        | Arrows - Supertec    | 1'21"738 | +2"263   |
| 16  | 18 | Pedro de la Rosa      | Arrows - Supertec    | 1'21"832 | +2"357   |
| 17  | 22 | Jacques Villeneuve    | BAR - Honda          | 1'21"848 | +2"373   |
| 18  | 15 | Nick Heidfeld         | Prost - Peugeot      | 1'22"017 | +2"542   |
| 19  | 16 | Pedro Diniz           | Sauber - Petronas    | 1'22"136 | +2"661   |
| 20  | 23 | Ricardo Zonta         | BAR - Honda          | 1'22"324 | +2"849   |
| 21  | 20 | Marc Gené             | Minardi - Fondmetal  | 1'23"721 | +4"246   |
| 22  | 21 | Gastón Mazzacane      | Minardi - Fondmetal  | 1'23"794 | +4"319   |

## Warm-up

### Risultati
I tempi migliori fatti segnare nel warm up di domenica mattina sono i seguenti:
| Pos | No | Pilota             | Costruttore    | Tempo    |
| --- | -- | ------------------ | -------------- | -------- |
| 1   | 4  | Rubens Barrichello | Ferrari        | 1'22"251 |
| 2   | 3  | Michael Schumacher | Ferrari        | 1'22"307 |
| 3   | 9  | Ralf Schumacher    | Williams - BMW | 1'22"471 |

## Gara

### Resoconto
La partenza del Gran Premio è piuttosto movimentata: Pedro Diniz rimane fermo sullo schieramento prima del giro di ricognizione, dovendo quindi partire dall'ultima posizione e poco prima del via sulla Benetton di Alexander Wurz si rompe il motore. Questo porta a dover compiere una seconda procedura di partenza, alla quale il pilota austriaco non prende parte perché il muletto della Benetton è regolato per il compagno di squadra Fisichella, decisamente meno alto. Partita la gara, nel corso del primo giro Button sperona De la Rosa, provocando un enorme ingorgo alle sue spalle; a causa di un problema ai computer della direzione gara è comunque già  esposta la bandiera rossa e la gara è quindi interrotta per la seconda volta, ricominciando praticamente come se nulla è successo.
La corsa è riportata sulla distanza originaria di 78 giri e viene organizzata una terza procedura di partenza. I meccanici della Benetton  hanno i piloti coinvolti nell'incidente del primo giro, ad eccezione di de la Rosa, che è già alla guida del muletto dopo aver pesantemente danneggiato la sua vettura durante il warm-up e che non può quindi prendere parte alla gara.
Il Gran Premio parte alle 14:30 circa: Michael Schumacher mantiene il comando dalla pole position, mentre alle sue spalle Coulthard e Mika Häkkinen rimangono bloccati dietro alle due Jordan di Jarno Trulli e Heinz-Harald Frentzen. Barrichello parte male, venendo superato da Jean Alesi e Ralf Schumacher. In testa alla corsa, Michael Schumacher gira su tempi ottimi, distanziando progressivamente gli inseguitori; al ventinovesimo giro si ritira Alesi, tradito dal semiasse della sua Prost.
Poco più tardi, nel corso del 36º passaggio, anche Trulli è costretto al ritiro a causa di un problema al differenziale; Coulthard, libero di spingere, rimonta qualche secondo su Schumacher, che ha però un grande vantaggio sullo scozzese. Nello stesso giro, rientra ai box Häkkinen: sulla sua McLaren un cavo si infila sotto il pedale del freno, impedendogli di guidare correttamente. La riparazione dura a lungo ed il pilota finlandese torna in pista molto attardato nei confronti dei primi.
Al giro successivo si verifica un ulteriore colpo di scena: Ralf Schumacher, risalito al quarto posto, va a sbattere contro le barriere della prima curva, la Sainte Dévote, ritirandosi. Dietro a Michael Schumacher, sempre saldamente in testa, si trovano Coulthard, Frentzen, Barrichello, Fisichella, Irvine e Salo. Il pilota tedesco della Ferrari si ferma per il proprio pit stop al 49º giro, rientrando in pista addirittura davanti a Coulthard: tuttavia, sei giri dopo, Schumacher rallenta improvvisamente, tornando ai box per ritirarsi; sulla Ferrari numero tre cede la sospensione posteriore sinistra, surriscaldata dai gas di scarico a causa di un problema proprio con lo scarico sinistro.
In testa passa quindi Coulthard, seguito da Frentzen e Barrichello, in lotta per il secondo posto. Al 70º giro il pilota della Jordan va a sbattere alla Sainte Dévote, consegnando il secondo gradino del podio al brasiliano. Terzo conclude Fisichella, seguito da Irvine, che fa segnare i primi punti alla Jaguar, e Salo. Häkkinen, pur avendo marcato il giro più veloce in gara, giunge solo sesto, addirittura doppiato dal compagno di squadra.

### Risultati
| Pos | Nº | Pilota                | Costruttore          | Giri | Tempo/Ritiro e posizione al ritiro | Partenza | Punti |
| --- | -- | --------------------- | -------------------- | ---- | ---------------------------------- | -------- | ----- |
| 1   | 2  | David Coulthard       | McLaren - Mercedes   | 78   | 1h49'28"213                        | 3        | 10    |
| 2   | 4  | Rubens Barrichello    | Ferrari              | 78   | +15"889                            | 6        | 6     |
| 3   | 11 | Giancarlo Fisichella  | Benetton - Playlife  | 78   | +18"522                            | 8        | 4     |
| 4   | 7  | Eddie Irvine          | Jaguar - Cosworth    | 78   | +1'05"924                          | 10       | 3     |
| 5   | 17 | Mika Salo             | Sauber - Petronas    | 78   | +1'20"775                          | 13       | 2     |
| 6   | 1  | Mika Häkkinen         | McLaren - Mercedes   | 77   | + 1 giro                           | 5        | 1     |
| 7   | 22 | Jacques Villeneuve    | BAR - Honda          | 77   | + 1 giro                           | 17       |       |
| 8   | 15 | Nick Heidfeld         | Prost - Peugeot      | 77   | + 1 giro                           | 18       |       |
| 9   | 8  | Johnny Herbert        | Jaguar - Cosworth    | 76   | + 2 giri                           | 11       |       |
| 10  | 5  | Heinz-Harald Frentzen | Jordan - Mugen Honda | 70   | Incidente (2°)                     | 4        |       |
| Rit | 19 | Jos Verstappen        | Arrows - Supertec    | 60   | Testacoda (9°)                     | 15       |       |
| Rit | 3  | Michael Schumacher    | Ferrari              | 55   | Sospensione (1°)                   | 1        |       |
| Rit | 23 | Ricardo Zonta         | BAR - Honda          | 48   | Incidente (10°)                    | 20       |       |
| Rit | 9  | Ralf Schumacher       | Williams - BMW       | 37   | Incidente (4°)                     | 9        |       |
| Rit | 6  | Jarno Trulli          | Jordan - Mugen Honda | 36   | Differenziale (2°)                 | 2        |       |
| Rit | 16 | Pedro Diniz           | Sauber - Petronas    | 30   | Incidente (12°)                    | 19       |       |
| Rit | 14 | Jean Alesi            | Prost - Peugeot      | 29   | Semiasse (7°)                      | 7        |       |
| Rit | 21 | Gastón Mazzacane      | Minardi - Fondmetal  | 22   | Incidente (17°)                    | 22       |       |
| Rit | 20 | Marc Gené             | Minardi - Fondmetal  | 21   | Cambio (18°)                       | 21       |       |
| Rit | 12 | Alexander Wurz        | Benetton - Playlife  | 16   | Incidente (16°)                    | 12       |       |
| Rit | 10 | Jenson Button         | Williams - BMW       | 16   | Motore (19°)                       | 14       |       |
| NP  | 18 | Pedro de la Rosa      | Arrows - Supertec    |      |                                    |          |       |

## Classifiche

### Piloti
| Pos. | Pilota                | Punti |
| ---- | --------------------- | ----- |
| 1    | Michael Schumacher    | 46    |
| 2    | David Coulthard       | 34    |
| 3    | Mika Häkkinen         | 29    |
| 4    | Rubens Barrichello    | 22    |
| 5    | Giancarlo Fisichella  | 14    |
| 6    | Ralf Schumacher       | 12    |
| 7    | Heinz-Harald Frentzen | 5     |
| 7    | Jacques Villeneuve    | 5     |
| 9    | Jarno Trulli          | 4     |
| 10   | Eddie Irvine          | 3     |
| 10   | Mika Salo             | 3     |
| 10   | Jenson Button         | 3     |
| 13   | Pedro de la Rosa      | 1     |
| 13   | Ricardo Zonta         | 1     |

### Costruttori
| Pos. | Team                 | Punti |
| ---- | -------------------- | ----- |
| 1    | Ferrari              | 68    |
| 2    | McLaren - Mercedes   | 63    |
| 3    | Williams - BMW       | 15    |
| 4    | Benetton - Playlife  | 14    |
| 5    | Jordan - Mugen Honda | 9     |
| 6    | BAR - Honda          | 6     |
| 7    | Jaguar - Cosworth    | 3     |
| 7    | Sauber - Petronas    | 3     |
| 9    | Arrows - Supertec    | 1     |